# Placide Vigneau
Placide Vigneau, né le 29 août 1842 à Havre-aux-Maisons et mort le 1er mars 1926 à Pointe-aux-Esquimaux, est un auteur québécois. Gardien du phare de l'Île-aux-Perroquets de 1892 à 1912, il tient un journal aujourd'hui préservé à Bibliothèque et Archives nationales du Québec.

## Biographie
Né à Havre-aux-Maisons, aux îles de la Madeleine, le 29 août 1842, Placide Vigneau est le fils de Vital Vigneau, pêcheur hauturier d'origine acadienne, et d'Élise Boudreau. Il passe son enfance aux îles de la Madeleine, où il apprend le métier de pêcheur hauturier. En 1858, s'installe dans le village de Pointe-aux-Esquimaux (aujourd'hui Havre-Saint-Pierre), sur la côte nord du fleuve Saint-Laurent.
En 1892, il devient le gardien du phare de l'île aux Perroquets jusqu'en 1912, année où son fils Hector lui succède. Son Histoire ou Journal de la Pointe aux Esquimaux a été publiée dans le Rapport des Archives du Québec (1968), puis en tant qu'ouvrage sous le titre Un pied d'ancre : journal de Placide Vigneau (1969). Son œuvre témoigne de la vie des habitants de la Côte-Nord.
Il meurt à Pointe-aux-Esquimaux, le 1er mars 1926. 

## Toponymie
La baie Placide-Vigneau est nommée en son honneur.

## Archives
Les archives privées de Placide Vigneau sont regroupées dans le fonds P48 Placide Vigneau, conservé chez Bibliothèque et Archives nationales du Québec à Sept-Îles. 